# Caracal (Gattung)
Caracal ist eine Raubtiergattung aus der Familie der Katzen (Felidae). Sie umfasst zwei mittelgroße Arten, den Karakal (Caracal caracal), der in Afrika und Vorderasien in eher trockenen Habitaten vorkommt, und die Afrikanische Goldkatze (Caracal aurata), die im west- und zentralafrikanischen Regenwaldgürtel beheimatet ist.

## Merkmale
Da der heutige Umfang der Gattung auf molekularbiologische Untersuchungen zurückgeht, liegt derzeit noch keine klassische Beschreibung phänotypischer Gattungsmerkmale vor. Die zwei Arten der Gattung sind mittelgroße Katzen mit einer Kopfrumpflänge von 60 bis 105 cm und einem kurzen Schwanz. Männchen erreichen ein Gewicht von maximal 16 (Afrikanische Goldkatze) bzw. 20 kg (Karakal), Weibchen bleiben mit maximal 8 (Afrikanische Goldkatze) bzw. 16 kg (Karakal) deutlich kleiner. Der Karakal ist einfarbig ockergelb oder grau gefärbt, während die Afrikanische Goldkatze rotgolden, silbergrau, braun oder gänzlich schwarz gefärbt sein kann. Auf dem Bauch, aber auch gelegentlich am gesamten Körper befinden sich mehr oder weniger deutliche Flecken in Tupfen- oder Rosettenform. Das Gesicht beider Katzen ist rund, die Schnauze kurz und kräftig.

## Systematik
Die Gattung Caracal wurde 1843 durch den britischen Zoologen John Edward Gray eingeführt und galt mehr als 150 Jahre lang nur für den Karakal, der zuerst 1776 durch den deutschen Naturforscher Johann Christian Daniel von Schreber unter dem Namen Felis carakal beschrieben wurde. Der Gattungsname setzt sich aus zwei Wörtern aus dem türkischen zusammen („kara“ bedeutet schwarz und „kulak“ heißt Ohr) und weist auf die schwarzen Ohrpinsel des Karakals hin.
Die Afrikanische Goldkatze wurde 1827 durch den niederländischen Zoologen Coenraad Jacob Temminck unter dem wissenschaftlichen Namen Felis aurata beschrieben, aber schon 1858 durch den russischen Zoologen Nikolai Alexejewitsch Sewerzow der monotypischen Gattung Profelis zugeordnet. Zwischenzeitlich wurde sie auch, zusammen mit der Asiatischen Goldkatze und der Borneo-Goldkatze, in eine gemeinsame Gattung Catopuma gestellt. Nach neueren Erkenntnissen ist sie jedoch näher mit dem Karakal und dem Serval verwandt als mit den asiatischen Goldkatzen. Inzwischen wird die Afrikanische Goldkatze als zweite Art der Gattung Caracal angesehen.
Teilweise wurde auch der Serval als Schwesterart der beiden Arten in die Gattung Caracal aufgenommen.